# Ларісса Франса
Ларісса Франса  (порт. Larissa, 14 квітня 1982) — бразильська пляжна волейболістка, олімпійська медалістка.

## Виступи на Олімпіадах
| Олімпіада   | Дисципліна       | Місце |
| ----------- | ---------------- | ----- |
| Пекін 2008  | пляжний волейбол | =5    |
| Лондон 2012 | пляжний волейбол | 3     |

## Особисте життя
Відкрита лесбійка. У серпні 2013 року одружилася з гравчинею Ліліан Маестріні, приблизно через місяць після того, як вони оголосили про свої стосунки.